# Ferdynand Rymarz
Ferdynand Adam Rymarz (ur. 23 marca 1940 w Strzyżewicach) – polski prawnik, sędzia Trybunału Konstytucyjnego w stanie spoczynku, przewodniczący Państwowej Komisji Wyborczej w latach 1998–2010.

## Życiorys
Ukończył studia na Wydziale Prawa Uniwersytetu Marii Curie-Skłodowskiej w Lublinie, po których pracował jako prokurator, następnie radca prawny. Od 1974 wykonywał zawód adwokata. W 1990 został zastępcą prokuratora wojewódzkiego w Lublinie, a następnie doradcą ministra sprawiedliwości. W 1992 otrzymał nominację na zastępcę Prokuratora Generalnego. W 1993 został przez Sejm wybrany na sędziego Trybunału Konstytucyjnego. Kadencję w TK zakończył w 2001, od tej pory w stanie spoczynku.
W 1993 powołany w skład Państwowej Komisji Wyborczej (na miejsce Andrzeja Zolla, który zrezygnował z członkostwa, gdy wybrano go na prezesa Trybunału Konstytucyjnego); 2 lutego 1998 został jej przewodniczącym. W 2001 został ponownie powołany w skład PKW. Urzędowanie zakończył 23 marca 2010 w związku z ukończeniem siedemdziesiątego roku życia.
Jest autorem m.in. kilku publikacji regionalistycznych.

## Ordery i odznaczenia
- Krzyż Komandorski z Gwiazdą Orderu Odrodzenia Polski (2011)[5]
- Krzyż Komandorski Orderu Odrodzenia Polski (2001)[6]